# Vermeil
Pour les articles homonymes, voir vermeil (homonymie).

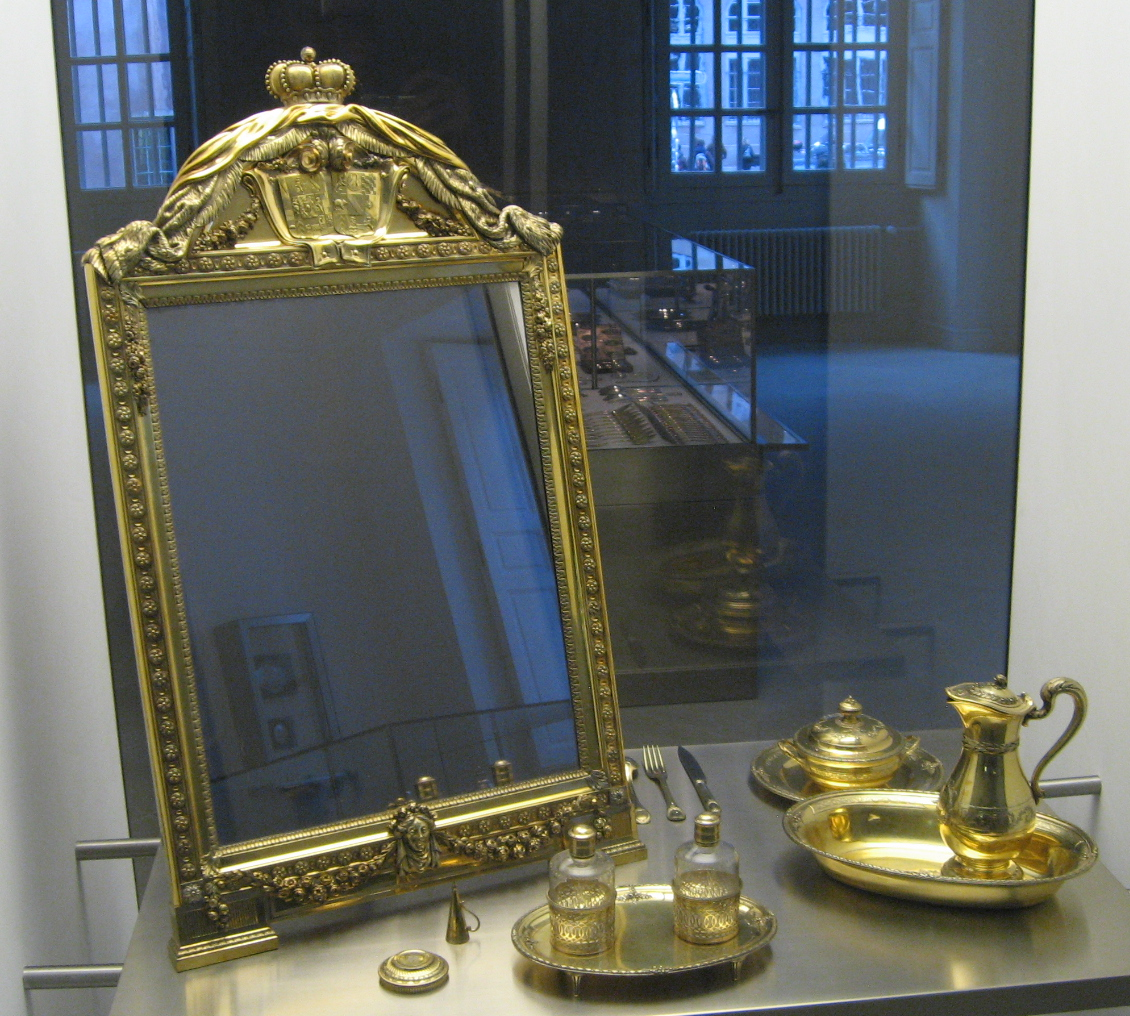
Service en vermeil de la princesse des Deux-Ponts, par Jean-Jacques Kirstein (Musée des arts décoratifs de Strasbourg)

Le vermeil est un alliage constitué d'argent recouvert  d'or (jaune ou gris, de 18 ou 22 carats) par un traitement galvanoplastique. 
Il est considéré comme un métal précieux et, à ce titre, fait l'objet de réglementations douanières.

## Historique
L'ajout d'une fine couche d'or aux objets d'argent est connu depuis l'antiquité. La « superposition », pliage ou martelage sur feuille d'or ou feuille d'argent est mentionnée dans l’Odyssée d'Homère (Bk vi, 232), et la dorure avec du mercure remonte au moins au IVe siècle av. J.-C.. Pline l'Ancien suggère que cette technique était utilisée au premier siècle de notre ère.   
Cette technique d'ajout d'une couche superficielle d'or ne doit pas être confondue avec la méthode utilisée par les Incas, consistant à décaper le cuivre de la surface d'un alliage or-cuivre, le tumbaga, dite méthode de « dorure par déplétion » 
Aujourd'hui, la galvanoplastie est la méthode la plus couramment utilisée. Autrefois très utilisée en bijouterie et en coutellerie pour sa résistance, elle a été abandonnée à cause de son prix de revient élevé.

## Réglementation selon les pays
Au Canada, le bureau de la concurrence (section métaux précieux) en donne la définition suivante : les marques de qualité (vermeil ou vermil) utilisées pour le vermeil ne peuvent être apposées que sur des articles comprenant au moins 92,5 % d'argent et plaqués d'or d'au moins 10 micromètres.
Aux États-Unis, pour que la marque de qualité « vermeil » puisse être apposée, la qualité minimale du placage d'or est de 14 carats avec une épaisseur minimale de 2,5 micromètres.
Pour la France, il doit y avoir une épaisseur minimale de 5 micromètres d'or 750/1 000, sur de l'argent français de 950 ou 800/1 000. Ce sont les poinçons d'argent présents qui permettent de parler de vermeil, lorsque l'argent est plaqué or dans ces conditions. Le vermeil est aussi utilisé pour la fabrication de la plaque de grand-croix de la Légion d'honneur. Sur les objets de plus de 30g en vermeil un poinçon avec la lettre « V » dans un losange doit accompagner la marque du poinçon de l'argent.
En Grande-Bretagne, l'argent est de 925/1 000 Sterling.

## Utilisation

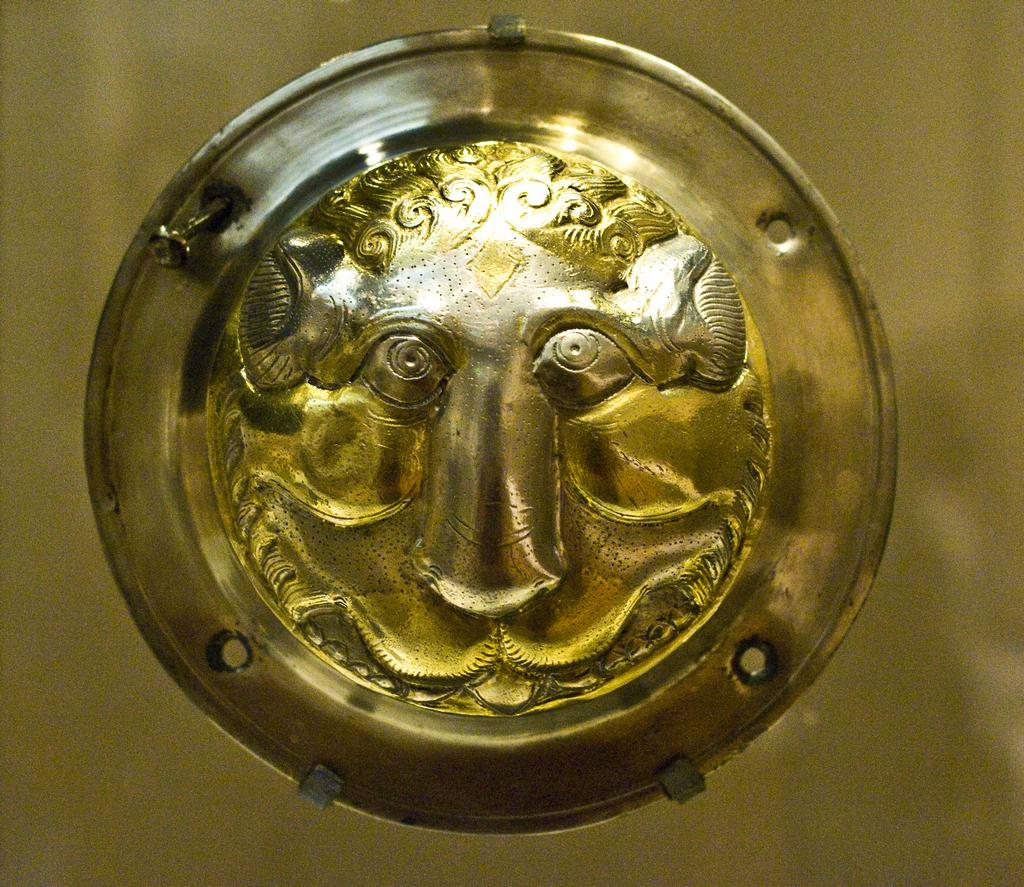
Bouclier en vermeil (VIIe siècle)

La plupart des objets d'orfèvrerie de grande taille qui semblent être d'or sont en fait de vermeil ; c'est le cas de nombreux joyaux de la couronne (par exemple, les joyaux de la couronne d'Angleterre vendus au XVIIe siècle après l'exécution du roi Charles Ier ) ou encore des trophées pour sportifs (les « médailles d'or » de tous les Jeux olympiques depuis 1912).
Par rapport à l'argent ordinaire, pour les objets délicats comme la Nef (illustrée), ou ceux avec des détails complexes comme les ostensoirs, la dorure réduit grandement le besoin de nettoyage et de polissage, et ainsi réduit le risque de les endommager.

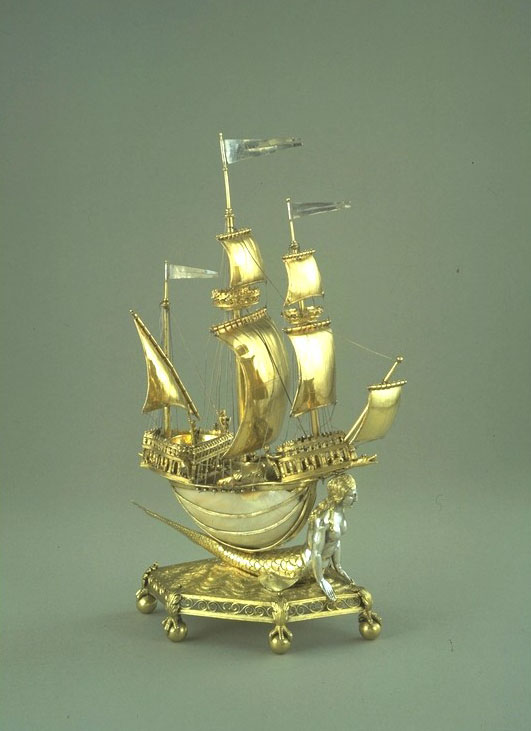
La nef de Burghley en vermeil réalisée en 1527-1528 en France. En 2011, au Victoria and Albert Museum de Londres.

## Hygiène
Le vermeil ne donne pas d'allergie puisque c'est de l'argent recouvert d'or, deux métaux anallergiques. La liaison entre les deux métaux (adhérence moléculaire) donne un traitement « plaquage or » d'une résistance exceptionnelle.

## Symbolique
Les noces de vermeil symbolisent les 45 ans de mariage dans le folklore français.